# NGC 5422
NGC 5422 (другие обозначения — UGC 8935, MCG 9-23-24, ZWG 272.16, PGC 49874) — галактика в созвездии Большая Медведица.
Этот объект входит в число перечисленных в оригинальной редакции «Нового общего каталога».